# Pietro Carboni
Pietro Carboni (Paulilatino, 7 agosto 1914 – Asclip, 20 dicembre 1944) è stato un militare italiano della Regia Marina Militare nella seconda guerra mondiale, medaglia d'oro al valor militare alla memoria.

## Biografia
La sua unità, l'8 settembre 1943, era dislocata nell'Egeo, nell'isola di Rodi. Carboni riuscito a sottrarsi alla cattura, passò alla lotta contro i tedeschi alla testa di una piccola banda formata da militari italiani. Smembratasi la formazione, il sottufficiale condusse per più di un anno contro la Wehrmacht una guerriglia isolata, ma tanto efficace da indurre i tedeschi a porre sulla sua testa una taglia di 50.000 lire. Tradito da una spia greca, Pietro Carboni, che si apprestava a passare in Turchia, fu sorpreso dal nemico in una grotta, che aveva preso a suo rifugio, e abbattuto.
A Pietro Carboni, l'Amministrazione comunale di Ittireddu (Sassari) ha intitolato un impianto sportivo polivalente. Inoltre la strada principale di Paulilatino, la sezione dell'Associazione nazionale marinai d'Italia di Oristano, il Circolo sottufficiali MM di Cagliari, ed una strada di Oristano, sono dedicate a questo eroe.